# Massacre d'Amchaka
Le massacre d'Amchaka a lieu le 13 avril 2014 pendant l'insurrection de Boko Haram.

## Déroulement
Le matin du 13 avril 2014, une troupe de Boko Haram entre dans le village d'Amchaka avec des pick-ups, des motos et deux blindés. Ils attaquent aussitôt la population, ainsi que celle d'autres villages des environs. 
Selon les déclarations à l'AFP de Baba Shehu Gulumba, un responsable de l'administration locale, les assaillants commencent par lancer « des engins explosifs improvisés dans les maisons pour les incendier », puis par la suite, ils tirent « dans tous les sens sur les habitants qui essayaient de s'enfuir ». Selon lui, 60 personnes sont tuées dans l'attaque et plusieurs autres sont blessées.